# Monasterio de la Concepción (Vivero)
El monasterio de la Concepción, es un monasterio situado en el casco histórico de la ciudad lucense de Vivero, Galicia. Este edificio religioso está regido por la Orden de la Inmaculada Concepción.
Este monasterio es de estilo románico[cita requerida] y desde el año 1982 está considerado junto a su entorno como un Bien de Interés Cultural, dentro del catálogo de monumentos del patrimonio histórico de España.

## Descripción
Es un convento de traza renacentista, construido en el siglo XVII. Su fachada contrasta con el ábside románico de la iglesia de Santa María del Campo, situada frente al convento.
El interior de la iglesia conventual contiene el sepulcro de su fundadora, María de Alas Pumariño. En el exterior de la misma se construyó, en 1925, una réplica de la gruta de Lourdes, a imitación de la existente en Francia. Esta imagen es muy venerada por los vivarienses.

## Galería de imágenes

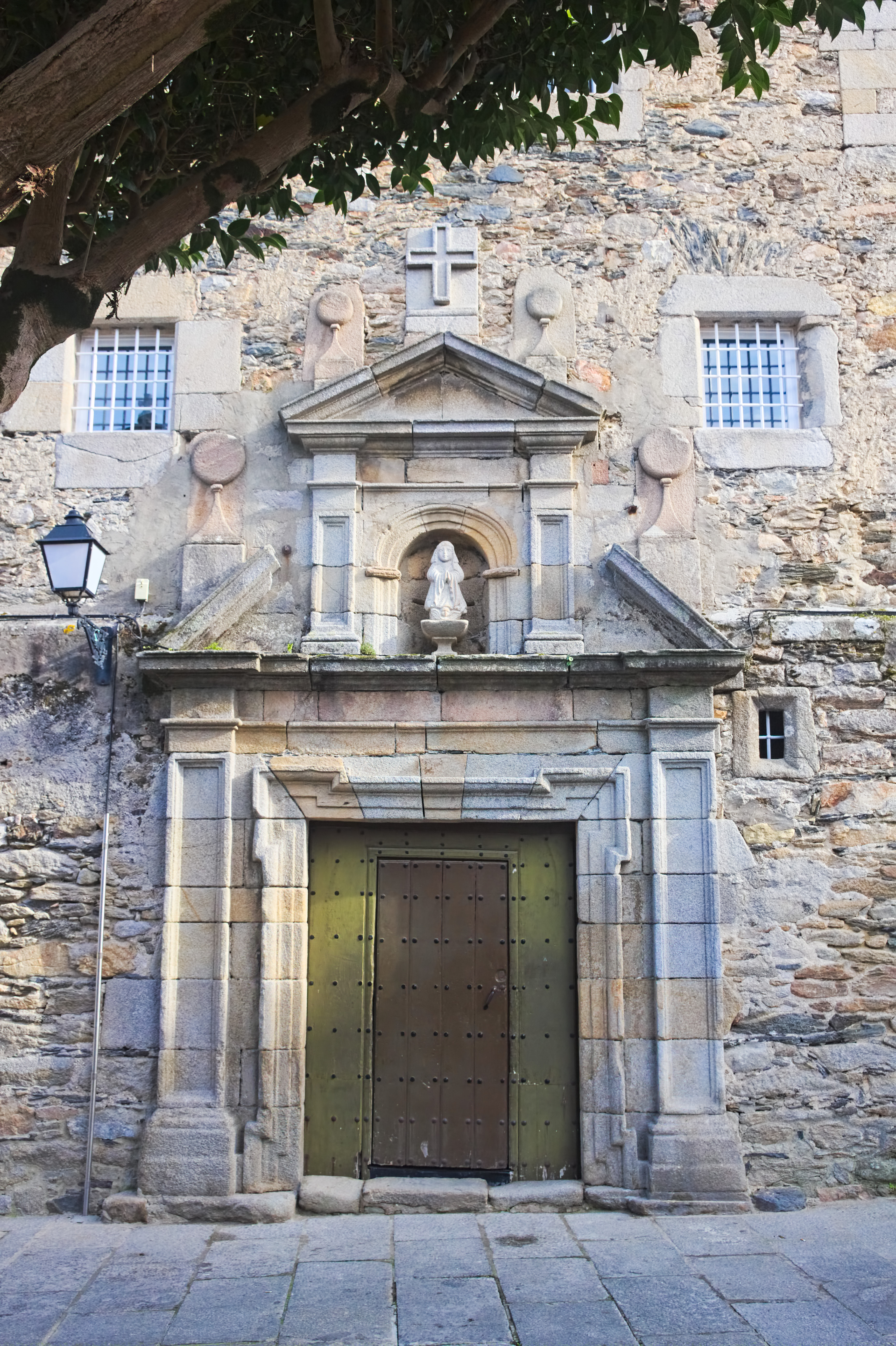
Portada del monasterio
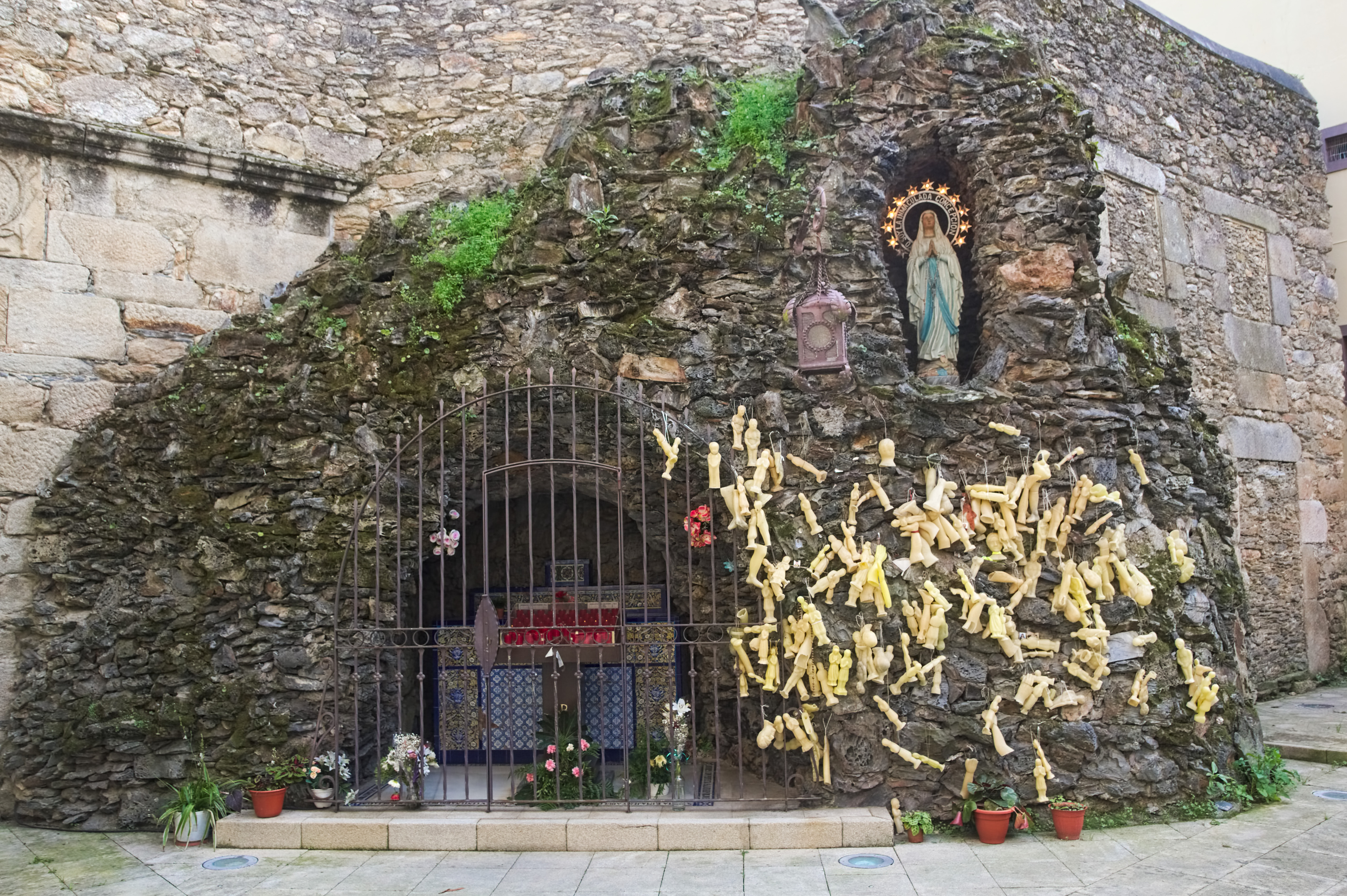
Gruta de Lourdes